# Juncus valbrayi
Juncus valbrayi là một loài thực vật có hoa trong họ Juncaceae. Loài này được H.Lév. mô tả khoa học đầu tiên năm 1907.